# Pinklon Thomas
Pinklon Thomas (Pontiac, Míchigan, 10 de febrero de 1958) es un exboxeador estadounidense que llegó a ser campeón del mundo de los pesos pesados para el Consejo Mundial de Boxeo desde 1984 a 1986 y para la Organización Internacional de Boxeo desde 1992 a 1993.

## Biografía
Comenzó su carrera profesional el 29 de agosto de 1978 ante Ken Arlt al que ganó a los puntos después de seis asaltos. Durante 25 combates estuvo imbatido para tener una oportunidad mundialista que le concedió Tim Witherspoon el 31 de agosto de 1984. Ganó el título pero lo perdió en su segunda defensa ante Trevor Berbick. Después de tres victorias más peleó ante Mike Tyson por otra oportunidad para ser campeón del mundo, en las organización del Consejo y de la Asociación. Perdió el combate en seis asaltos y en los siguientes cinco combates sólo ganó uno ante Curtis Isaac. Perdió los otros cuatro ante Evander Holyfield, Mike Hunter, Riddick Bowe y Tommy Morrison. Después de la derrota ante Morrison acumuló trece victorias antes de caer ante Lawrence Carter el 29 de enero de 1993 en el que fue su último combate.

## Récord profesional
| 43 Ganadas (34 KOs), 7 Derrotas (5 KOs) |        |                    |      |               |                          |                                                                          |                                                                               |
| Res.                                    | Récord | Oponente           | Tipo | Rd., Tiempo   | Datos                    | Localidad                                                                | Notas                                                                         |
| D                                       | 43–7–1 | Lawrence Carter    | TKO  | 7 (12), 0:47  | 29 de enero de 1993      | Township Auditorium, Columbia, South Carolina, U.S.                      | Pierde el título WBF (Federation) del peso pesado.                            |
| G                                       | 43–6–1 | Craig Payne        | SD   | 12            | 14 de noviembre de 1992  | Memorial Auditorium, Greenville, South Carolina, U.S.                    | Ganó el título vacante de la IBO y el título WBF (Federation) del peso pesado |
| G                                       | 42–6–1 | Mike Owens         | TKO  | 3 (10)        | 22 de octubre de 1992    | Club Rogues, Virginia Beach, Virginia, U.S.                              |                                                                               |
| G                                       | 41–6–1 | Dion Burgess       | TKO  | 5 (10), 2:06  | 2 de octubre de 1992     | Robarts Arena, Sarasota, Florida, U.S.                                   |                                                                               |
| G                                       | 40–6–1 | Kevin Nesbitt      | KO   | 1 (10)        | 25 de septiembre de 1992 | Adam's Mark Hotel, Charlotte, North Carolina, U.S.                       |                                                                               |
| G                                       | 39–6–1 | Frankie Hines      | KO   | 1             | 19 de septiembre de 1992 | Bill Sapp Recreation Center, Lumberton, North Carolina, U.S.             |                                                                               |
| G                                       | 38–6–1 | Larry Beilfuss     | KO   | 1 (10)        | 5 de septiembre de 1992  | Howard Johnson Hotel and Conference Center, Daytona Beach, Florida, U.S. |                                                                               |
| G                                       | 37–6–1 | Adolph Davis       | KO   | 1 (10)        | 22 de agosto de 1992     | Denver, North Carolina, U.S.                                             |                                                                               |
| G                                       | 36–6–1 | Danny Wofford      | UD   | 10            | 14 de agosto de 1992     | Memorial Auditorium, Greenville, South Carolina, U.S.                    |                                                                               |
| G                                       | 35–6–1 | James Smith        | KO   | 1 (10)        | 8 de agosto de 1992      | Demopolis, Alabama, U.S.                                                 |                                                                               |
| G                                       | 34–6–1 | Bobby Jones        | TKO  | 1 (10)        | 1 de agosto de 1992      | Forest City, North Carolina, U.S.                                        |                                                                               |
| G                                       | 33–6–1 | Terry Miller       | KO   | 2 (10)        | 31 de julio de 1992      | Government House Hotel, Charlotte, North Carolina, U.S.                  |                                                                               |
| G                                       | 32–6–1 | Danny Sutton       | UD   | 10            | 27 de junio de 1992      | Memorial Auditorium, Greenville, South Carolina, U.S.                    |                                                                               |
| G                                       | 31–6–1 | Herman Jackson     | KO   | 3 (10), 1:44  | 29 de mayo de 1992       | Memorial Auditorium, Greenville, South Carolina, U.S.                    |                                                                               |
| D                                       | 30–6–1 | Tommy Morrison     | RTD  | 1 (10), 3:00  | 19 de febrero de 1991    | Kemper Arena, Kansas City, Misuri, U.S.                                  |                                                                               |
| D                                       | 30–5–1 | Riddick Bowe       | RTD  | 8 (10), 3:00  | 7 de septiembre de 1990  | University Physical Activities Center, Washington D. C., U.S.            |                                                                               |
| D                                       | 30–4–1 | Mike Hunter        | UD   | 10            | 12 de junio de 1990      | Fort Bragg, North Carolina, U.S.                                         |                                                                               |
| G                                       | 30–3–1 | Curtis Isaac       | UD   | 10            | 23 de mayo de 1990       | The Palace, Auburn Hills, Míchigan, U.S.                                 |                                                                               |
| D                                       | 29–3–1 | Evander Holyfield  | RTD  | 7 (10), 3:00  | 9 de diciembre de 1988   | Convention Hall, Atlantic City, New Jersey, U.S.                         |                                                                               |
| D                                       | 29–2–1 | Mike Tyson         | TKO  | 6 (12), 2:00  | 30 de mayo de 1987       | Las Vegas Hilton, Winchester, Nevada, U.S.                               | Por los títulos WBA y WBC del peso pesado                                     |
| G                                       | 29–1–1 | Danny Sutton       | TKO  | 7 (10), 2:54  | 7 de marzo de 1987       | Las Vegas Hilton, Winchester, Nevada, U.S.                               |                                                                               |
| G                                       | 28–1–1 | William Hosea      | TKO  | 7 (10), 1:10  | 22 de noviembre de 1986  | Las Vegas Hilton, Winchester, Nevada, U.S.                               |                                                                               |
| G                                       | 27–1–1 | Narcisco Maldonado | KO   | 5 (10)        | 16 de octubre de 1986    | Aguadilla, Puerto Rico                                                   |                                                                               |
| D                                       | 26–1–1 | Trevor Berbick     | UD   | 12            | 22 de marzo de 1986      | Riviera, Winchester, Nevada, U.S.                                        | Pierde el título de la WBC del peso pesado                                    |
| G                                       | 26–0–1 | Mike Weaver        | TKO  | 8 (12), 1:42  | 15 de junio de 1985      | Riviera, Winchester, Nevada, U.S.                                        | Retiene el título de la WBC del peso pesado                                   |
| G                                       | 25–0–1 | Tim Witherspoon    | MD   | 12            | 31 de agosto de 1984     | Riviera, Winchester, Nevada, U.S.                                        | Gana el título de la WBC del peso pesado                                      |
| G                                       | 24–0–1 | Bruce Grandham     | RTD  | 5 (10), 0:01  | 20 de junio de 1984      | Roberto Clemente Coliseum, San Juan, Puerto Rico                         |                                                                               |
| G                                       | 23–0–1 | Leroy Boone        | UD   | 10            | 27 de octubre de 1983    | Sands, Atlantic City, New Jersey, U.S.                                   |                                                                               |
| G                                       | 22–0–1 | Michael Greer      | TKO  | 5 (10), 1:15  | 24 de septiembre de 1983 | Ice World, Totowa, New Jersey, U.S.                                      |                                                                               |
| G                                       | 21–0–1 | Alfonso Ratliff    | TKO  | 10 (10), 2:36 | 26 de marzo de 1983      | Sands, Atlantic City, New Jersey, U.S.                                   |                                                                               |
| Empate                                  | 20–0–1 | Gerrie Coetzee     | MD   | 10            | 22 de enero de 1983      | Sands, Atlantic City, New Jersey, U.S.                                   |                                                                               |
| G                                       | 20–0   | James Tillis       | TKO  | 8 (10), 0:58  | 14 de agosto de 1982     | Stouffer's Inn on the Square Ballroom, Cleveland, Ohio, U.S.             |                                                                               |
| G                                       | 19–0   | Jerry Williams     | KO   | 2 (10), 1:29  | 3 de julio de 1982       | Ice World, Totowa, New Jersey, U.S.                                      |                                                                               |
| G                                       | 18–0   | Luis Acosta        | RTD  | 2 (10), 3:00  | 23 de mayo de 1982       | Tropicana, Atlantic City, New Jersey, U.S.                               |                                                                               |
| G                                       | 17–0   | Johnny Warr        | PTS  | 8             | 23 de enero de 1982      | Sands, Atlantic City, New Jersey, U.S.                                   |                                                                               |
| G                                       | 16–0   | Curtis Whitner     | KO   | 2 (10)        | 25 de noviembre de 1981  | Convention Hall, Filadelfia, Pensilvania, U.S.                           |                                                                               |
| G                                       | 15–0   | Lee Mitchell       | KO   | 1 (10)        | 16 de abril de 1981      | Center Arena, Seattle, Washington, U.S.                                  |                                                                               |
| G                                       | 14–0   | Jerry Williams     | UD   | 10            | 28 de agosto de 1980     | Caesars Palace, Paradise, Nevada, U.S.                                   |                                                                               |
| G                                       | 13–0   | Frank Brown        | KO   | 4 (10)        | 15 de junio de 1980      | Pine Knob Music Theatre, Clarkston, Míchigan, U.S.                       |                                                                               |
| G                                       | 12–0   | Jerry Williams     | RTD  | 5 (10), 3:00  | 10 de febrero de 1980    | Convention Center, Miami Beach, Florida, U.S.                            |                                                                               |
| G                                       | 11–0   | Bobby Jordan       | TKO  | 5 (10), 3:00  | 14 de diciembre de 1979  | Convention Hall, Atlantic City, New Jersey, U.S.                         |                                                                               |
| G                                       | 10–0   | Leroy Caldwell     | KO   | 10 (10), 2:48 | 18 de julio de 1979      | Silver Slipper, Paradise, Nevada, U.S.                                   |                                                                               |
| G                                       | 9–0    | Willie Stoglin     | TKO  | 2 (10), 2:52  | 2 de julio de 1979       | High School, Sedro-Woolley, Washington, U.S.                             |                                                                               |
| G                                       | 8–0    | George Jerome      | TKO  | 2 (8), 1:20   | 7 de junio de 1979       | Jantzen Beach Center, Portland, Oregón, U.S.                             |                                                                               |
| G                                       | 7–0    | Lee Holloman       | KO   | 2 (10), 2:28  | 23 de mayo de 1979       | Silver Slipper, Paradise, Nevada, U.S.                                   |                                                                               |
| G                                       | 6–0    | Foma Leota         | KO   | 2 (10)        | 26 de abril de 1979      | Center Arena, Seattle, Washington, U.S.                                  |                                                                               |
| G                                       | 5–0    | Elmo Tex Henderson | TKO  | 5 (10)        | 4 de abril de 1979       | Entertainment Trade and Recreation Arena, Billings, U.S.                 |                                                                               |
| G                                       | 4–0    | Lew Lockwood       | TKO  | 4 (8)         | 20 de febrero de 1979    | Center Arena, Seattle, Washington, U.S.                                  |                                                                               |
| G                                       | 3–0    | Roger Braxton      | TKO  | 7 (8)         | 8 de enero de 1979       | Center Arena, Seattle, Washington, U.S.                                  |                                                                               |
| G                                       | 2–0    | Mustafa El Amin    | TKO  | 3 (6)         | 31 de octubre de 1978    | Saint Martin's University Gym, Lacey, Washington, U.S.                   |                                                                               |
| G                                       | 1–0    | Ken Arlt           | SD   | 6             | 29 de agosto de 1978     | Center Arena, Seattle, Washington, U.S.                                  | Debut profesional de Thomas.                                                  |